# 王威中
王威中（1983年3月3日—），中華民國政治人物，臺灣臺北人，民主進步黨籍，前任臺北市議員。國立臺灣大學政治學系國際關係組學士、國立臺灣大學國家發展研究所碩士。
曾任民進黨副秘書長辦公室主任、蔡英文總統競選總部組織群執行秘書、民進黨臺北市黨部副執行長、立委陳明文特別助理、臺灣大學學生會會長、大學講師，並作為時事評論員，成為三立新聞、年代新聞、壹電視等政論節目常客。

## 從政
2014年臺北市議員選舉，民進黨黨內初選，打著「淘汰賴素如」為旗號，搶攻提名的新人王威中，原選擇在松山信義選區參選，登記前一刻決定挑戰士林北投，吊車尾進榜，獲得民進黨提名。
2018年臺北市議員選舉，再度贏得黨內初選，即將再度獲得2018台北市議員民進黨在士林北投區的提名爭取連任。

## 事件及爭議
- 2016年1月1日凌晨，王威中與一名臺大研究所的陳姓同學，凌晨一時看完跨年煙火，開車在忠孝東路四段，遇到逆向且行走在內車道的袁姓酒醉男子，袁男將王威中車輛攔下，王威中與陳姓友人下車理性勸阻，但對方反應激烈，將兩人推倒、毆打，導致王威中嘴唇與鼻子受傷，陳姓友人則膝蓋與左臉掛彩，還好附近執勤警員趕到，將袁男逮捕[3]。

- 2018年3月，王威中接到市民陳情，指支付平台街口支付帳戶綁定手機門號不認人，更換手機變得無法使用，出現延遲支付。街口支付回應受限金管會法規，需要一天的時間才能處理，並無延遲。11月24日，王威中落選北市第一選區市議員，街口支付祝賀王威中落選，隨即做限時現金回饋優惠[4][5]

- 2018年6月7日，王威中召開記者會，指國民黨副市長、國民黨新北市長參選人侯友宜2011年起將陽明山土地出租給文化大學作為學生宿舍，違規使用 [6]。2018年7月2日，台北市府認定該處土地作為寄宿住宅使用確實違規，以致侯友宜宣布將與文化大學解約[7]。媒體報導因土地違規使用，一度導致文化大學約400位已經抽籤完成的學生面臨無宿舍可住，需要到校外花費2.5倍價差租屋，影響學生權益[8]。同年八月底，校方安排原大群館學生轉往大莊館與大雅館安置，租金約１萬多元，比原本大群館1萬8千多元便宜[9]。

## 選舉紀錄
| 年度 | 選舉屆數               | 選舉區           | 所屬政黨   | 得票數 | 得票率 | 當選標記 | 備註 |
| ---- | ---------------------- | ---------------- | ---------- | ------ | ------ | -------- | ---- |
| 2014 | 第十二屆臺北市議員選舉 | 臺北市第一選舉區 | 民主進步黨 | 20,649 | 6.75%  |          |      |
| 2018 | 第十三屆臺北市議員選舉 | 臺北市第一選舉區 | 民主進步黨 | 11,322 | 4.04%  |          |      |

## 外部連結
- 臺北市議員王威中
- 王威中 台北市議員的Facebook專頁
- YouTube上的王威中頻道